# Meurtres de Mitseró
Les meurtres de Mitseró sont une série de meurtres commis par Nikos Metaxas, un officier de la Garde nationale chypriote, entre septembre 2016 et août 2018. Cinq de ses sept victimes sont des femmes étrangères qu'il a rencontrées sur le site de rencontres en ligne Badoo. Les deux autres victimes sont de jeunes enfants, filles de deux de ses victimes adultes.
Les restes des victimes sont découverts sur une période de trois mois en 2019. Des inondations exceptionnellement importantes en avril mènent à la découverte de la première victime, Mary Rose Tiburcio, dans un puits de mine près du village de Mitseró. Un autre corps est rapidement découvert sur un champ de tir près d'Orounta. Trois autres victimes sont placées dans des valises et jetées près de Mitseró, dans le lac Rouge. Le dernier corps, celui de la fille de six ans de Tiburcio, Sierra, est retrouvé dans le lac Memi près de Xyliatos.
Après avoir été identifié comme suspect, plusieurs femmes accusent Metaxas de crimes tels que le viol, et il est officiellement accusé de falsification de preuves et entrave à la justice ; cependant, il est probable que des preuves cruciales pour ces accusations aient été détruites ou perdues. Metaxas déclare aux enquêteurs qu'il a étranglé deux de ses victimes et leurs filles parce qu'il soupçonnait que les femmes prévoyaient de « prostituer » leurs filles, et qu'il voulait punir les femmes et « libérer » les enfants. Il plaide coupable le 24 juin et reçoit sept peines de réclusion à perpétuité, la plus lourde peine jamais prononcée dans l'histoire de Chypre,.
Les meurtres provoquent des critiques envers la Police chypriote, y compris de la part du président chypriote Nicos Anastasiades, concernant l'attitude indifférente de la police face aux disparitions initiales des victimes. En conséquence, le ministre de la Justice Ionás Nikoláou démissionne et le chef de la police Zacharias Chrysostomou est licencié. En juillet 2019, une enquête sur la gestion des rapports par la police chypriote est en cours.

## Victimes
Metaxas avoue les meurtres de cinq femmes et deux enfants, tous étrangers. Tous les adultes sont des travailleurs migrants. Au moins quatre corps sont jetés dans des lacs et deux sont trouvés dans une mine abandonnée. Livia Florentina Bunea, une Roumaine de 36 ans, et sa fille de huit ans, Elena, tuées en septembre 2016, sont considérées comme les premières victimes. Deux corps décomposés, que la police croit être ceux de Bunea et de sa fille, sont retrouvés dans des valises jetées dans un lac toxique. Une troisième valise, qui contiendrait le corps de Maricar Valtez Arquiola, une Philippine de 31 ans disparue en décembre 2017, n'a pas encore été retrouvée. Mary Rose Tiburcio, une Philippine de 38 ans, est la dernière femme tuée mais le premier corps retrouvé ; son corps est découvert dans une mine abandonnée le 14 avril 2019 par un touriste allemand.
Trois corps sont retrouvés nus, ligotés et enveloppés dans des draps. La police croit qu'il s'agit des corps de deux travailleuses migrantes philippines et possiblement d'une femme népalaise, dont le corps est retrouvé sur un champ de tir militaire par les enquêteurs. Le corps de Sierra Graze Seucalliuc, une fillette philippine de six ans, est retrouvé dans un lac le 12 juin 2019. Elle a disparu avec sa mère, Mary Rose Seucalliuc, en mai 2018,.
| Nom                     | Âge    | Sexe  | Nationalité |
| ----------------------- | ------ | ----- | ----------- |
| Mary Rose Tiburcio      | 38 ans | Femme | Philippines |
| Sierra Graze Seucalliuc | 6 ans  | Femme | Philippines |
| Arian Palanas Lozano    | 28 ans | Femme | Philippines |
| Maricar Valdez Arquiola | 31 ans | Femme | Philippines |
| Livia Florentina Bunea  | 36 ans | Femme | Roumanie    |
| Elena Natalia Bunea     | 8 ans  | Femme | Roumanie    |
| Asmita Khadka Bista     | 30 ans | Femme | Népal       |

## Auteur
Nikos Metaxas (grec moderne : Νίκος Μεταξάς ; né en 1984) est un ancien officier de l'armée Chypriote greque qui avoue les meurtres de Mitseró. Il est condamné par la Cour suprême de Chypre à sept peines de réclusion à perpétuité.

## Conséquences
Les autorités chypriotes font face à des accusations de ne pas avoir pleinement enquêté sur les rapports lorsque les femmes sont signalées disparues, ce qui entraîne plus tard le limogeage du chef de la police du pays, Zacharias Chrysostomou, ainsi que la démission du ministre de la Justice, Ionas Nicolaou.
L'homme d'affaires chypriote Sir Stelios Haji-Ioannou, fondateur de la compagnie aérienne britannique easyJet, annonce qu'il fera don de 10 000 € à chacun des parents les plus proches de chaque victime. En juillet 2019, il n'a pas réussi à contacter les parents de deux des victimes et déclare qu'il fera don des sommes supplémentaires de 10 000 € chacune au fils de huit ans et à la fille de six ans de Metaxas pour leur éducation en attendant.